# Lauretta Bender
Pour les articles homonymes, voir Bender.
Lauretta Bender, née le 9 août 1897 à Butte dans le Montana et décédée le 4 janvier 1987 à Annapolis, est une neuropsychiatre américaine spécialisée dans les enfants. Elle est connue comme créatrice du test Bender-Gestalt.

## Biographie
On attribue à Lauretta Bender des difficultés lors de l'apprentissage de la lecture et d'écriture, corrélés à une dyslexie.
D'abord diplômée de l'université de Chicago, elle étudie à l'université d'État de l'Iowa, notamment la psychiatrie au côté de David Wechsler, et y obtient un doctorat en 1926. 
En 1928 elle est psychiatre au Boston Psychopathic Hospital, en 1929 chercheur associé à la Phipps clinic de l'hôpital Johns-Hopkins, et intègre en 1930 le Bellevue Hospital jusqu'en 1956.
Lauretta Bender est membre de multiples organisations : l'American Psychiatric Association, l'American Neurological Association, l'Association américaine pour l'avancement de la science et l'American Academy of Child Psychiatry.
Lauretta Bender est mariée à Paul Schilder, un psychiatre connu pour ses recherches sur l'image du corps et qui décède en 1940 ; elle se remarie en 1968 avec Henry B. Parks, un historien, qui décède en 1976.

## Travaux
Pendant plusieurs années Lauretta Bender se penche sur les causes de la schizophrénie infantile, et reçoit en 1955 pour ces travaux le prix Adolf Meyer Memorial.
Elle postule un lien entre les défauts d'apprentissage du langage et une origine neuro-biologique, liée au délai de maturation des fonctions cérébrales, et pour évaluer les performances associées elle met en place un test qu'elle décrit dans : “A Visual Motor Gestalt Test and its Clinical Use”.

### Le test ditBender-Gestalt
Ce test créé en 1923 concerne la « maturité visuo-motrice » et vise à dépister les troubles du développement, à évaluer la fonction neurologique ou encore à détecter des lésions cérébrales.

## Publications
- (en) 1935, Gestalt Function In Visual Motor Patterns In Organic Disease Of The Brain, Archives of Neurology and Psychiatry, 33, p. 328.)